# Carbonea atronivea
Carbonea atronivea är en lavart som först beskrevs av Arnold, och fick sitt nu gällande namn av Hannes Hertel. Carbonea atronivea ingår i släktet Carbonea, och familjen Lecanoraceae. Arten är reproducerande i Sverige.